# Ermita de San Onofre Anacoreta (Algemesí)
La ermita de San Onofre Anacoreta es un templo situado en la carretera de Valencia, junto al cementerio viejo, en el municipio de Algemesí. Es Bien de Relevancia Local con identificador número 46.20.029-002.

## Historia
La construcción del templo se produjo en 1579 a raíz de la noticia de la aparición del santo a un lugareño. La devoción local llevó a que San Onofre fuera nombrado patrón de la localidad. El templo fue ampliado y reformado sustancialmente en 1965. En la década de 1980 fue restaurado.

## Descripción
El templo se encuentra en las afueras de la población, adosado parcialmente al cementerio municipal. En su origen tenía un volumen más reducido y un aspecto muy diferente del que presenta a inicios del siglo XXI. Estaba además blanqueado, lo que fue modificado a un simple enlucido sin adornos adicionales.
El entorno del templo presenta arbolado, parte del cual se encuentra muy próximo a las paredes laterales. El edificio en sí es de planta rectangular y destaca su altura en proporción a su ancho. En los lados sobresalen cinco contrafuertes.
La fachada presenta una puerta rectangular de dos hojas, con postigo. A ambos lados de esta y a unos sesenta centímetros sobre su dintel hay dos farolas de forja. Directamente sobre la puerta existía un retablo cerámico que se retiró de forma provisional. En la parte superior de la fachada hay una ventana abocinada. Sobre la cornisa recta se alza una espadaña con una campana.
El tejado es a dos aguas. Dos pequeños tejadillos a menor altura cubren sendos espacios laterales, situados en ambos lados entre los contrafuertes tercero y quinto.
El interior es de estilo neoclásico. Es de planta rectangular, pero en los dos últimos tramos entre contrafuertes se albergan cuatro capillas, dos a cada lado. La sacristía está junto a la cabecera. La imagen del titular figura en una hornacina del retablo renacentista. El templo está cubierto por bóveda de cañón con arcos fajones apoyados en pilastras adosadas.